# Marilena
Marilena is een gemeente in de Braziliaanse deelstaat Paraná. De gemeente telt 6.704 inwoners (schatting 2009).